# Фредерик (принц на Уелс)
Вижте пояснителната страница за други личности с името Фредерик.
Фредерик, роден Фридрих Лудвиг фон Хановер (на английски: Frederick Louis или Frederick Lewis; на немски: Friedrich Ludwig von Hannover, * 31 януари/ 1 февруари 1707, Хановер; † 31 март 1751, двореца Сейнт Джеймс, Лондон) е английски принц на Уелс (1729 – 1751), херцог на Единбург (1726 – 1751), най-голям син на крал Джордж II от Великобритания и съпругата му Каролина фон Бранденбург-Ансбах.
Тъй като умира преди баща си, след смъртта на Джордж II през 1760 г. тронът е наследен от неговия син Джордж Уилям Фредерик, който става крал Джордж III.

## Фамилия
Фридрих Лудвиг се жени на 27 април, 8 май 1736 г. за Августа фон Саксония-Гота-Алтенбург (1719 – 1772), дъщеря на херцог Фридрих II фон Саксония-Гота-Алтенбург. Те имат децата:
- Августа Фридерика Луиза (* 11 август 1737, † 23 март 1813),

∞ на 16 януари 1764 г. за херцог Карл Вилхелм Фердинанд фон Брауншвайг (1735 – 1806)
- Джордж III / Джордж Уилям Фредерик (* 4 юни 1738, † 29 януари 1820), крал на Великобритания и Ирландия,

∞ Шарлота фон Мекленбург-Щрелиц
- Едуард (* 25 март 1739, † 17 септември 1767), херцог на Йорк
- Елизабет Каролина (* 10 януари 1741, † 4 септември 1759)
- Уилям Хенри (* 25 ноември 1743, † 25 август 1805), херцог на Глостър и Единбург
- Хенри (* 7 ноември 1745, † 18 септември 1790), херцог
- Луиза Анне (* 19 март 1749, † 13 май 1768)
- Фридрих Вилхелм (* 24 май 1750, † 29 декември 1765)
- Каролина Матилда (* 22 юли 1751, † 10 май 1775),

∞ Кристиан VII, крал на Дания и Норвегия